# Hierochthonia featheri
Hierochthonia featheri är en fjärilsart som beskrevs av Louis Beethoven Prout 1916. Hierochthonia featheri ingår i släktet Hierochthonia och familjen mätare. Inga underarter finns listade i Catalogue of Life.